# Franziska Sziedat
Franziska Sziedat (* 6. August 2000) ist eine deutsche Tennisspielerin.

## Karriere
Sziedat spielte bislang vor allem auf der ITF Juniors Tour und der ITF Women’s World Tennis Tour, wo sie aber bislang noch keinen Titel gewinnen konnte.
2014 wurde sie mit ihrer Partnerin Sofia Voll deutsche Vizemeisterin der U14 und belegte in ihrer Altersklasse im Einzel den dritten Platz.
Im November 2018 erreichte sie das Finale beim mit 15.000 US-Dollar dotierten ITF-Turnier in Antalya, wo sie dann Marta Leśniak mit 1:6 und 1:6 unterlag.
2019 schied sie beim ITF Future Nord bereits in der ersten Runde aus. Bei den Nationalen Deutsche Hallen-Tennismeisterschaften unterlag sie in der ersten Runde Julia Wachaczyk mit 4:6 und 2:6.
Bei den Nationalen Deutsche Hallen-Tennismeisterschaften 2020 unterlag sie als an Position 16 gesetzte Spielerin in ihrem ersten Spiel Selina Dal mit 1:6 und 2:6.
In der deutschen Tennis-Bundesliga spielte sie 2016 für den TC Blau-Weiss Berlin, mit dem sie von der 2. in die 1. Tennisbundesliga aufstieg. Nach dem Abstieg von Berlin 2017 wechselte sie zum Aufsteiger DTV Hannover, wo sie 2018 und 2019 antrat.

## Persönliches
Franziska Sziedat ist die Tochter des ehemaligen Fußballprofis Michael Sziedat. Sie arbeitet auch als Model.